# عباس جهانگیرزاده
عباس جهانگیرزاده سیاستمدار ایرانی است. وی موفق شد در یازدهمین دوره انتخابات مجلس شورای اسلامی (۱۳۹۹–۱۳۹۸) در حوزه انتخابیهٔ پارس‌آباد، بیله‌سوار و اصلاندوز مغان که در تاریخ ۲ اسفند ۱۳۹۸ برگزار شد، با کسب ۲۴ هزارو ۷۷۲ رای از مجموع ۱۱۰ هزار و ۳۹۹ رای، از حوزه انتخابیه پارس‌آباد و بیله‌سوار از استان اردبیل انتخاب گردد و به مجلس راه یابد. وی عضو کمیسیون کشاورزی مجلس بود.

## سوابق
- ۲۰ سال دبیر آموزش و پرورش
- معاونت فرمانداری شهرستان بیله‌سوار
- سرپرست فرمانداری شهرستان بیله‌سوار[۲]